# Saint-Christophe-en-Oisans
Saint-Christophe-en-Oisans é uma comuna francesa na região administrativa de Auvérnia-Ródano-Alpes, no departamento de Isère.